# South Gull Lake
South Gull Lake är en så kallad census-designated place i Kalamazoo County i Michigan. Vid 2020 års folkräkning hade South Gull Lake 1 179 invånare.